# Goniothalamus sibuyanensis
Goniothalamus sibuyanensis este o specie de plante din genul Goniothalamus, familia Annonaceae. A fost descrisă pentru prima dată de Adolph Daniel Edward Elmer, și a primit numele actual de la Elmer Drew Merrill. Conform Catalogue of Life specia Goniothalamus sibuyanensis nu are subspecii cunoscute.